# وینر (گروه موسیقی)
وینر (به کره‌ای: 위너، به انگلیسی: Winner) یک گروه پسرانهٔ کی-پاپ است که در سال ۲۰۱۴، زیرنظر وای‌جی انترتینمنت شروع به‌کار کرد.
این گروه نخستین بار در مسابقهٔ تلویزیونی «چه کسی برندهٔ بعدی است» با عنوان «تیم اِی» معرفی شد، هر دو تیم «اِی» و «بی» (آیکون فعلی) از کارآموزان وای‌جی بودند و جهت انتخاب دوّمین گروه پسرانهٔ وای‌جی (بعد از بیگ بنگ)، وارد رقابت شدند. درنهایت، عنوان «وینر» پس از پشت سر گذاشتن سه مرحله رأی‌گیری عمومی، به «تیم اِی» تعلّق گرفت.
وینر در ۱۵ اوت ۲۰۱۴ در کرهٔ جنوبی و در ۱۰ سپتامبر همان سال، در ژاپن شروع به‌کار کرد. نخستین آلبوم گروه درصدر جدول آلبوم‌های ملل بیلبورد جای گرفت.

## ترانه‌شناسی

#### آلبوم‌های استودیویی
- ۲۰۱۴ اِس/اِس (۲۰۱۴)
- هر روز (۲۰۱۸)
- به یاد داشته باش (۲۰۲۰)